# Sourdoire
La Sourdoire est une rivière française des départements de la Corrèze et du Lot, affluent rive droite de la Dordogne.

## Géographie
Elle prend sa source en Nouvelle-Aquitaine, vers 350 mètres d'altitude sur la commune de Sérilhac, arrose Le Pescher, borde Marcillac-la-Croze, Curemonte puis La Chapelle-aux-Saints avant de pénétrer en région Occitanie et d'arroser Vayrac.
Elle se jette dans la Dordogne en face de Floirac.

## Affluents
Son principal affluent est, en rive droite, le Maumont.

## À voir
- À Curemonte, l'un des plus beaux villages de France :
  - le château des Plas
  - le château de Saint-Hilaire
  - le château de la Johannie, XIVe siècle
  - l'église Saint-Genest, XIVe siècle, aujourd'hui musée d'art religieux
  - l'église du bourg, XIIIe et XVIIe siècles
  - la halle

- l'église Saint-Martin de Vayrac, XVe siècle